# Voll verschleiert
Voll verschleiert (Originaltitel: Cherchez la femme) ist eine französische Filmkomödie mit Camélia Jordana und Félix Moati aus dem Jahr 2017. Es handelt sich um den ersten Spielfilm der Regisseurin Sou Abadi, die auch das Drehbuch schrieb.
Sou Abadi, eine gebürtige Iranerin, nimmt in ihrem Spielfilmdebüt alle aufs Korn: Armands feministische Mutter und den kommunistischen Vater, beide in des Schahs Zeiten aus dem Iran geflüchtet, Leilas naiven, fanatischen Bruder, die traditionelle Form der Verheiratung für eine Mitgift von 40 Kamelen, die Divergenzen zwischen Schiiten und Sunniten ebenso wie die gutbürgerlichen, scheinbar aufgeklärten Pariser und ihre Burka-jagende Polizei.
Es handelt sich um eine Culture-Clash-Komödie mit einigen Slapstick-Szenen. Der Ausgangspunkt der Komik ist ein jahrhundertealter: Ein Mann verkleidet sich als Frau, lispelt mit verstellter Stimme und stolpert in Pumps – wie Tony Curtis und Jack Lemmon in Billy Wilders Manche mögen’s heiß. „Gerade Menschen aus muslimischen Ländern litten und leiden am meisten darunter, dass der Terror die Grenzen zum Westen durchbrochen hat“, sagte die Regisseurin in einem Gespräch über die iranische Gesellschaft, Lachen als Therapie und religiösen Extremismus.

## Inhalt
Armand und Leïla, zwei Studenten der Politikwissenschaften, haben sich ineinander verliebt. Armands Eltern, iranische Intellektuelle, flohen vor dem islamischen Regime aus dem Iran. Trotz ihrer liberalen Überzeugungen, möchten die feministische Mutter und der kommunistische Vater ihren Sohn am liebsten mit einem jungen Mädchen aus gutem Hause verheiraten. Armand und Leïla haben sich beide für ihr Abschlusspraktikum bei den Vereinten Nationen in New York beworben.
Aber als Leïlas älterer Bruder Mahmoud nach einem zehnmonatigen Aufenthalt, völlig verändert und radikalisiert, aus dem Jemen zurückkehrt, ändert sich alles. Mahmoud ist nun fanatischer Anhänger der fundamentalistisch islamischen Ideologie der Muslimbruderschaft. Er übernimmt sofort die Rolle des strengen Familienoberhaupts und sieht sich verpflichtet, seine Schwester und seinen jüngeren Bruder Sinna auf den rechten Weg eines gottgefälligen Lebens zurückzubringen. Unterstützt wird er dabei von seinen strenggläubigen und etwas einfältigen Freunden Abdoullah, Mustafa und Fabrice. Leïla und Sinna, die es gewohnt sind nach französischen und säkularen kulturellen Gepflogenheiten zu leben, werden von Mahmouds autoritär-apodiktischem Auftreten völlig überrascht und können ihm praktisch nichts entgegensetzen.  Als Mahmoud Leïla und Armand beim Küssen überrascht, greift er Armand an, macht Leïlas Handy unbrauchbar und verbietet ihr von nun an unbegleitet die Wohnung zu verlassen.
Auf Anraten eines afghanischen Flüchtlings, der von Armands Verein betreut wird, beschließt der junge Mann, eine Burka anzulegen, um sich als junge fundamentalistische Muslima Scheherazade Zutritt zu Leïla zu verschaffen. Der Trick funktioniert, und unter dem Vorwand, Scheherazade Französischunterricht zu geben, gelingt es Leila, ihren Freund weiterhin zu treffen. Armand beschließt daraufhin, seine Tarnung zu perfektionieren: Er kauft maßgeschneiderte Kleidung, legt leichtes Make-up auf und liest sich in den Islam ein, um Mahmoud weiterhin zu täuschen. Da Mahmoud vorhat, seinen Bruder Sinna, gegen dessen Willen, zur Indoktrination in den Jemen zu schicken, will Leïla außerdem Mahmoud dazu überzeugen, Scheherazade die religiöse Erziehung Sinnas zu überlassen.
Der Plan gelingt und führt zu zahlreichen komischen Situationen - etwa als Armand als Scheherazade verkleidet im Bus seiner Mutter über den Weg läuft und damit die Missbilligung der Feministin auf sich zieht oder als die Polizei Armand darauf hinweist, dass seine Burka gegen das Gesetz verstößt. Schließlich spielt Armand die Rolle so überzeugend, dass Mahmoud sich allen Ernstes in Scheherazade und ihre „Reinheit der Seele“ verliebt. Er will sie sogar heiraten. Scheherazade, mit diesem Plan konfrontiert, behauptet, ihr Vater habe sie ihrem eigenen Cousin versprochen, eine unwiderrufliche Entscheidung. Mahmoud ist davon zunächst abgeschreckt, aber seine Liebe ist so groß, dass er beschließt, ihren Vater doch noch umzustimmen. Darum beauftragt er seine Freunde, Scheherazade zu folgen, um herauszufinden, wo sie lebt.
Für Leïla und Armand wird es zunehmend schwieriger, die Tarnung aufrecht zu erhalten. Eines Abends belauscht Sinna ein Telefongespräch zwischen seiner Schwester und Armand, den sie scherzhaft Scheherazade nennt, und als er die Liebesbekundungen zwischen den vermeintlich zwei Frauen hört, ist Sinna davon überzeugt, dass sie lesbisch sind. Auch die Anwesenheit einer vollverschleierten Frau im schicken 16. Arrondissement von Paris, wo Armands Familie lebt, erregt den Verdacht der Nachbarschaft. Armands Eltern sind überzeugt, dass diese Frau vom iranischen Regime ausgesandt wurde um sie auszuspionieren. Darüber hinaus entdecken sie die vielen Bücher über den Islam, die ihr Sohn erworben hat, um seine Tarnung zu perfektionieren, und glauben, er sei zum Islam konvertiert.
Der Betrug fliegt schließlich auf, als Armand, immer noch als Scheherazade verkleidet, in seine Wohnung zurückkehrt, wo er auf seine erstaunten Eltern trifft, die daraufhin eingreifen, um Leïla zu ermöglichen, sich vom Joch ihres Bruders zu befreien. Scheherazade verkündet Mahmoud, dass ihr Vater bereit sei, ihn zu treffen. Mit Hilfe der Flüchtlinge, die Armand und Leïla betreuen, und der mit seinen Eltern befreundeten Aktivisten, wird eine Zeremonie inszeniert, die Mahmoud vorspiegeln soll, dass seine Brautwerbung bei Scheherazades Vater stattfindet. Die Männer sollen Mahmoud bei seinen Heiratsplänen entmutigen. Sie verlangen von ihm, zum Schiitentum zu konvertieren und die absurde Mitgift von einhundert Kamelen zu bezahlen. Mahmoud ist jedoch mit allem einverstanden. Währenddessen schleichen Armands Mutter, eine Freundin von ihr und Leïla, alle drei verkleidet unter einer Burka, aus dem Haus. Sie wollen damit etwaige Verfolger verwirren, damit Leïla Armand am Flughafen treffen kann und die beiden Liebenden in die USA abfliegen können. Als Mahmoud feststellt, dass Scheherazade nicht da ist, wird er wütend und bricht zum Flughafen auf wo er sie vermutet. Armands Vater und allen anderen Männer sind auf seinen Fersen.
Statt einfach wegzulaufen, beschließt Armand, Mahmoud seine Lüge zu gestehen. Als Mahmoud am Flughafen eintrifft, legt Armand zum letzten Mal Scheherazades Verkleidung an und erklärt Mahmoud, dass er sich in eine Person verliebt hat, die es gar nicht gibt. Dann offenbart er ihm, dass er nur ein junger Mann ist. Mahmoud greift Armand beinahe an, doch Leïla schreitet ein und erklärt, dass niemand anders als Mahmoud selbst für diese absurde Situation verantwortlich sei, und zwar aufgrund seiner radikalen Ideologie, die die Familienbeziehungen vergiftet habe. Als Armand beteuert, Leila so zu lieben, wie Mahmoud Scheherazade geliebt hat, willigt Mahmoud ein, die beiden Liebenden gehen zu lassen. Seine Ideologie hat sich durch den Kontakt mit Scheherazade gemildert, und er kennt einen Islam, der poetischer ist als der, der ihm beigebracht wurde. Alle sehen zu, wie Armands und Leilas Flugzeug abhebt, und Armands Mutter verkündet dem verblüfften Mahmoud dass sie ihn ab jetzt unter ihre Fittiche nehmen werde.

## Rezeption
Der Film „ist eine lustvolle filmische Gratwanderung entlang gleich mehrerer Grenzen, etwa jener der politischen Korrektheit oder jener zwischen Realismus und Absurdität. Wer sich auf die rasante und brillant gespielte Verwechslungskomödie einlässt, wird ganz nebenbei mit zahlreichen spannenden Erkenntnissen und charmanten Denkanstößen belohnt.“

## Schauplätze
Die Dreharbeiten fanden in Paris, Orly, am Flughafen Paris-Orly, in Meudon und Meudon la Forêt statt.

## Trailer, Filmstart
Der Trailer wurde am 4. Mai 2017 auf YouTube veröffentlicht. Die Vorpremiere fand am 9. Juni 2017 im Gaumont Multiplexe de Montpellier in Anwesenheit der Regisseurin und der beiden Hauptdarsteller statt. Der Filmstart erfolgte am 28. Juni 2017 in Frankreich, am 28. Dezember 2017 in Österreich und Deutschland.